# Uratman
L'Uratman (in russo  Уратман?) è un stratovulcano di tipo somma estinto situato sull'isola di Simušir, nella Grande catena delle Curili (Russia). Appartiene al distretto Kuril'skij dell'oblast' di Sachalin.
Si trova nella parte nord dell'isola, sulla sponda orientale della baia di Brouton, una caldera piena d'acqua profonda fino a 248 metr, limitata a ovest dalla penisola Zapadnaja klešnja (letteralmente: artiglio occidentale) e a est dalla Vostočnaja klešnja (artiglio orientale). Ha un'altezza di 678 m. L'eruzione che ha formato la caldera risale al tardo Pleistocene, il cono centrale dell'Uratman si è formato nell'Olocene. Il vulcano Uratman è composto da iperstene, andesiti bipirosseniche e andesiti basaltiche.